# Vegesack
 (février 2023).
Si vous disposez d'ouvrages ou d'articles de référence ou si vous connaissez des sites web de qualité traitant du thème abordé ici, merci de compléter l'article en donnant les références utiles à sa vérifiabilité et en les liant à la section « Notes et références ».
Vegesack est un district du nord de la municipalité de Brême. Il a une superficie de 11,86 km² et compte environ 35 000 habitants. 

## Histoire
De 1619 à 1623, la ville de Brême y fait construire par des spécialistes hollandais le premier port artificiel d'Allemagne. La Weser s'ensablant à Brême, l'activité portuaire est repoussée en aval.
En 1741, pour sauvegarder son statut de ville impériale, Brême doit céder la majeure partie de Vegesack à son voisin, l'électorat de Hanovre.
Cependant, l'ensablement continuant et la taille des bateaux augmentant, Vegesack est à son tour déserté et n'est bientôt plus qu'un lieu de réparation pour les bateaux.